# Areta IV Filopatris
Areta IV Filopatris bio je kralj Nabatejaca koji je vladao od oko 9. pne. do 40. n.e. Savremeni istoričari, na temelju titule Filopatris (prijatelj otadžbine), te izbjegavanja korištenja titule Filoromaj (prijatelj Rimljana) ili Filokajsar (prijatelj Cezara), zaključuju da nije bio u dobrim odnosima sa Rimljanima. Uprkos tome, antički izvori navode da je godine 4. pne. poslao pomoćne trupe kako bi pomogle guverneru Varu da uguši jedan od jevrejskih ustanaka.
Njegova kćer Faselida se udala za jevrejskog kralja Heroda Antipu. Kada se Herod od nje razveo da bi se oženio za Herodiju, Faselida je pobjegla ocu. Razbjesneni Areta je godine 36. napao Herodovo kraljevstvo i porazio njegovu vojsku, zauzevši područja na zapadnoj obali rijeke Jordan.
Herod se za pomoć obratio caru Tiberiju, koji je naredio Luciju Viteliju, guverneru Sirije, da napadne Aretu. Vitelije je, međutim, izbjegavao odlučnu akciju sve do Tiberijeve smrti. Nakon toga je novi car Kaligula, po svemu sudeći, odlučio stupiti u prijateljske odnose sa Aretom. Novi zavjet navodi kako je u Pavlovo doba Damask bio pod Aretinom vlašću.